# Epicosymbia nitidata
Epicosymbia nitidata är en fjärilsart som beskrevs av W. Warren 1905. Epicosymbia nitidata ingår i släktet Epicosymbia och familjen mätare. Inga underarter finns listade i Catalogue of Life.